# Natalja Sergejewna Gontscharowa

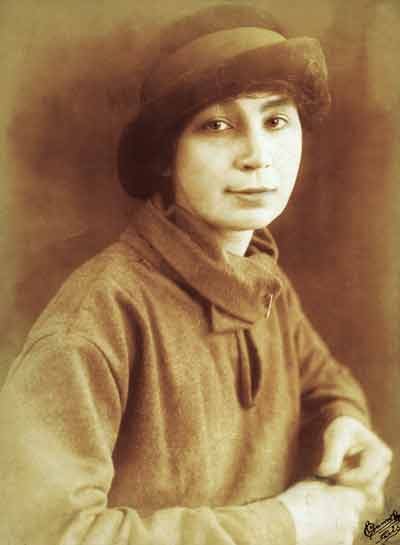
Natalja Gontscharowa, vor 1917

Natalja Sergejewna Gontscharowa, ab 1938 Nathalie Gontcharoff (russisch Ната́лья Серге́евна Гончаро́ва, wiss. Transliteration Natal'ja Sergeevna Gončarova; * 16. Juni 1881 in Ladyschino, Gouvernement Tula, Russisches Kaiserreich; † 17. Oktober 1962 in Paris), war eine russisch-französische Malerin des Rayonismus und Neoprimitivismus. Bis zu ihrer Emigration trug sie maßgeblich zum künstlerischen Entwicklungsprozess in Russland bei. Sie emigrierte 1914 und lebte nach Kriegsende kontinuierlich in Paris. Bis 1929, dem Todesjahr Djagilews, schuf sie dort Bühnenbilder für sein Ballets Russes.

## Leben

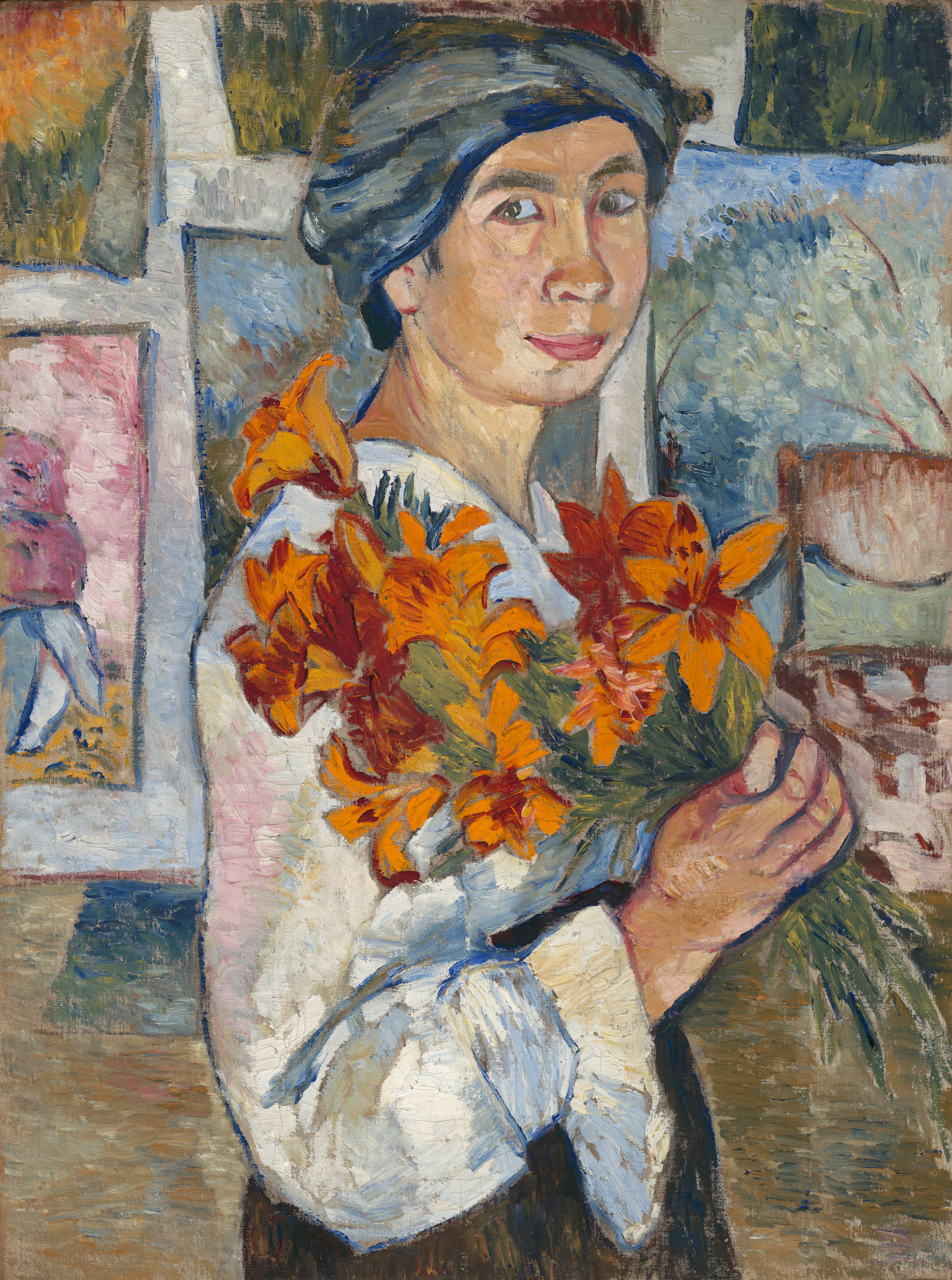
Selbstporträt (1907)

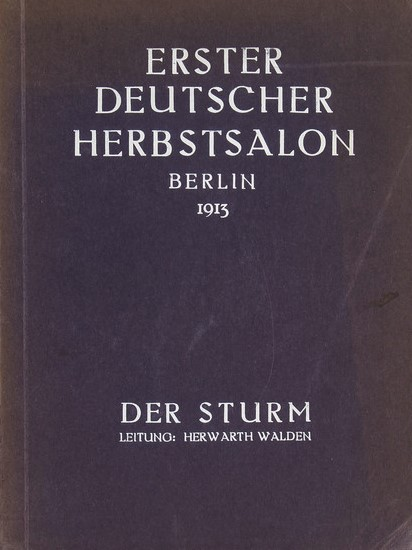
„Natalie Gontscharow“ stellte 1913 auf dem Ersten Deutschen Herbstsalon ihre Bilder aus: Katzen; Dame mit Hut; Landschaft

Natalja Gontscharowa wurde als Tochter eines Architekten geboren und wuchs im Hause ihrer Großmutter auf. In Moskau besuchte sie das Gymnasium für Mädchen, ab 1898 studierte sie Bildhauerei/Skulptur an der Moskauer Hochschule für Malerei, Bildhauerei und Architektur. Dort begegnete sie dem Maler Michail Larionow. Larionow ermunterte sie, das Bildhauereistudium zugunsten eines Malereistudiums aufzugeben. Beide gingen eine Liebesbeziehung ein, Larionow blieb zeit ihres Lebens Gontscharowas Wegbegleiter und Kollege.
In Russland wurde sie 1905 durch eine vieldiskutierte Ausstellung 1905 bekannt, deren Bilder als „primitive Kunst“ bezeichnet wurden, und zwar in dem Sinne, dass sie einen starken Kontrast zu den symbolisch aufgeladenen Werken der Mir-Iskusstwa-Gruppe bildeten. 1906 zeigte sie ihre Arbeiten anlässlich des Pariser Salon d’Automne erstmals im westlichen Ausland. Zusammen mit Michail Larionow nahm sie in den Jahren bis zum Ersten Weltkrieg an einer Reihe weiterer Ausstellungen im Ausland teil, u. a. am Blauen Reiter 1912 in München und am Ersten Deutschen Herbstsalon 1913 in Berlin.
In Moskau war sie derweil Teilnehmerin an avantgardistischen Ausstellungen, wie beispielsweise 1908 und 1909 an den durch die Kunstzeitschrift Das Goldene Vlies veranstalteten Ausstellungen.
Am 24. März 1910 zeigte sie in einer geschlossenen Veranstaltung nur für Mitglieder der Gesellschaft für freie Ästhetik erstmals 22 Gemälde in einer Einzelausstellung, die schon am Tag darauf geschlossen wurde. Sie wird der Pornografie beschuldigt, mehrere Werke werden beschlagnahmt.
1910 war sie zusammen mit Larionow Gründerin der Künstlervereinigung Karo-Bube, verließ diese aber bald wieder. 1912 gründeten die beiden die Gruppe Eselsschwanz. Auch hier distanzierte Gontscharowa sich schnell wieder, da ihr Stil und ihre Ambitionen sich teilweise von denen der Mitglieder abhoben.
Gontscharowa war seit der Gründung im Jahr 1911 Mitglied der Avantgarde-Gruppe Der Blaue Reiter. 1913 begann ihre produktivste Phase. Gontscharowa war Kennerin der Ikonenmalerei und der russischen Volkskunst, in der die Lubki eine bedeutende Rolle spielen. Die Stile dieser Gattungen brachte sie nun in ihre Bilder ein und entwickelte den neopositivistischen Stil der russischen Avantgarde. Provokativ distanzierte sie sich von der westlichen Kunst.

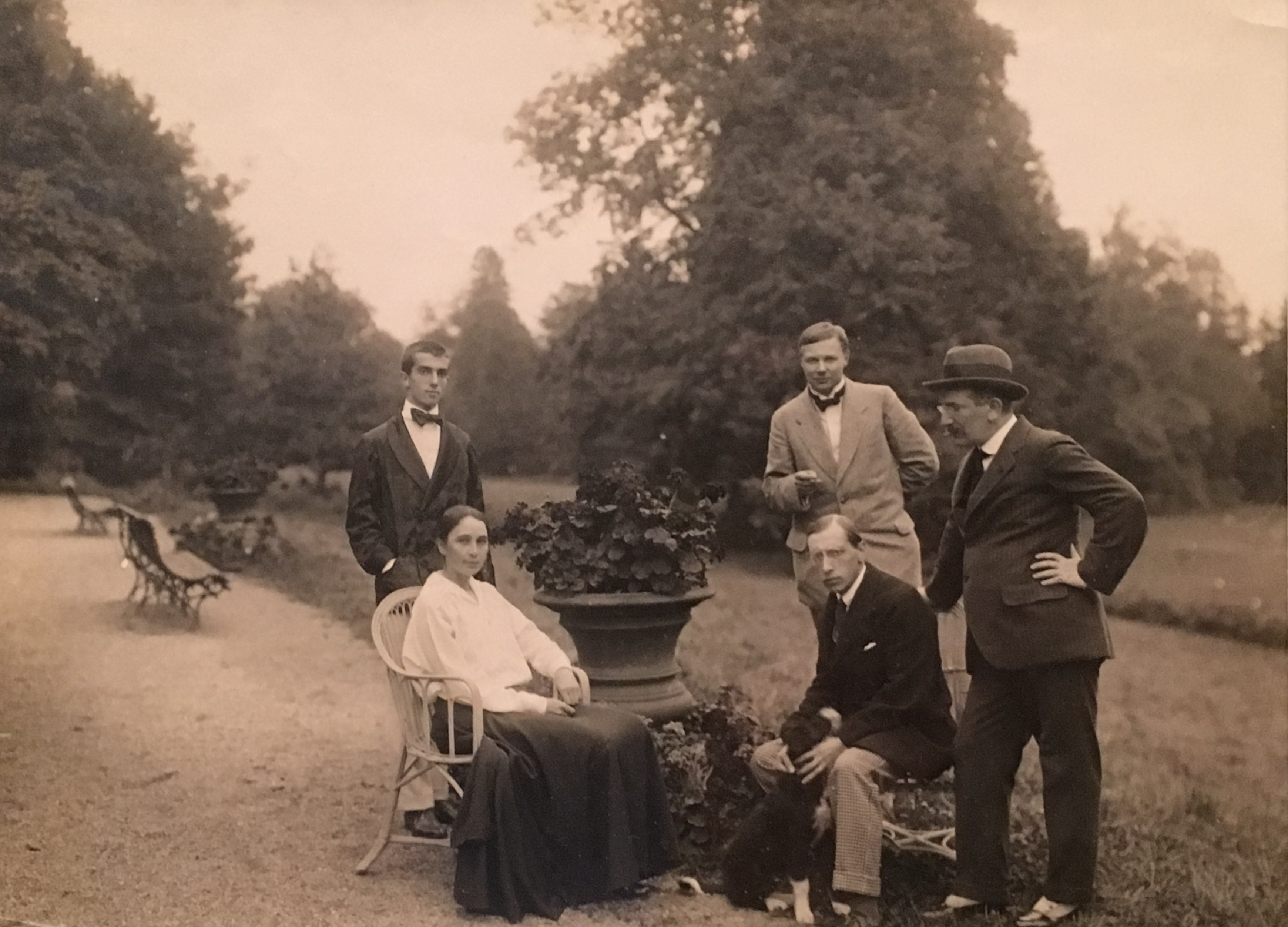
Massine, Gontscharowa, Larionow, Strawinsky und Bakst in Ouchy, 1915

„Ich habe alles, was mir der Westen geben konnte, gelernt … jetzt schüttle ich den Staub von meinen Füßen ab und verlasse den Westen, … mein Weg verläuft zur Quelle aller Kunst, dem Osten.“

Parallel zu ihrem Schaffen neopositivistischer Bilder experimentierte sie mit dem Kubofuturismus und dem Rayonismus, dessen Konzept sie gemeinsam mit Larionow entwickelte. Außerdem hielt sie, wie Larionow, enge Kontakte zur literarischen Szene der russischen Avantgarde. So illustrierte Gontscharowa verschiedene Bücher russischer Futuristen. Gleichzeitig schrieb Ilja Schdanewitsch die erste Monographie über die Künstlerin. 1913 veranstaltete sie gemeinsam mit Larionow die Ausstellung „Zielscheibe“, in der erstmals rayonistische Arbeiten gezeigt wurden. Im selben Jahr hatte sie als erste Frau in Russland eine Einzelausstellung, in dieser Retrospektive zeigte sie über 800 Arbeiten.
1914 reiste Gontscharowa nach Paris, um Bühnenbildvorschläge für Sergei Djagilews Ballets-Russes-Produktion „Le Coq d´Or“ an der dortigen Oper auszustellen. Ihre Dekorationen und Kostüme zeichneten sich durch Farbenreichtum aus und waren folkloristisch inspiriert. Sie gefielen dem Pariser Publikum sehr gut, so dass Gontscharowa 1915 gemeinsam mit Larionow Russland verließ, um nach Paris zu ziehen.
1915 begann sie in Genf Ballettkostüme und Bühnenbilder zu entwerfen, sie begann mit der Arbeit an einer Reihe von Entwürfen – „Sechsflügeliger Seraph“, „Engel“, „St. Andreas“, „St. Mark“, „Geburt Christi“ und andere – für ein von Djagilew in Auftrag gegebenes Ballett mit dem Titel „Liturgie“. An dem Projekt, für das er Igor Strawinsky eingeladen hatte, die Partitur zu komponieren, waren auch Larionow und Léonide Massine beteiligt, aber das Ballett kam nie zustande.
1916 unternahm sie gemeinsam mit Sergei Djagilew und Larionow eine Reise nach Spanien, bei der sie eine Faszination durch spanische Frauen in prächtigen Kleidern und Gewändern entwickelte. Spanier(innen) sollten nach der Reise eine Zeitlang ihr favorisiertes Thema sein. Ab 1918 lebten Gontscharowa und Larionow kontinuierlich in Paris. Bis 1929, dem Todesjahr Djagilews, schuf sie dort sehr erfolgreich Bühnenbilder für die Ballets Russes. Anschließend wurde sie weiterhin weltweit als Bühnenbildnerin engagiert, u. a. in New York, Litauen, Lateinamerika, London und Russland.
1948 entdeckte der Schriftsteller Michel Seuphor den Rayonismus wieder und initiierte eine wichtige Ausstellung mit dem Titel „Der Rayonismus“ in Paris, die Larionow und Gontscharowa zu den führenden Künstlern der russischen Avantgarde erklärte.
Erst 1955 heiratete das Paar, dessen letzte Lebensjahre von Schmerz und Armut geprägt waren.
Ab 1958 litt Gontscharowa unter starker Arthritis, 1962 verstarb sie.
Für Gontscharowa spielten Recherche und Vorbereitung in ihrem Schaffen stets eine große Rolle. Sie besuchte Museen, studierte Kostüme, Design und Architektur und diskutierte mit den Bauern, die ihr so wichtige Motive schenkten. Gemeinsam mit den Brüdern Dawid und Wladimir Burliuk, mit Michael Larionow und Kasimir Malewitsch war Natalja Gontscharowa eine entschiedene Verfechterin des Neoprimitivismus, einer Erneuerungsbewegung der russischen Kultur, deren Quelle die Volkskunst war, und die sich besonders eindrucksvoll auch in der Literatur und der Musik manifestierte, beispielsweise bei Igor Strawinsky.
Im Jahr 1989 wurde gemäß der testamentarischen Verfügung der Pariser Nachlass an die Staatliche Tretjakow-Galerie in Moskau übergeben.

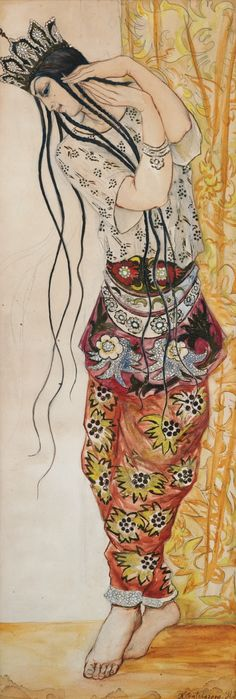
Kostümskizze für Tamara Karsawina als Königin von Schemachan, „Der goldene Hahn“ ca. 1914
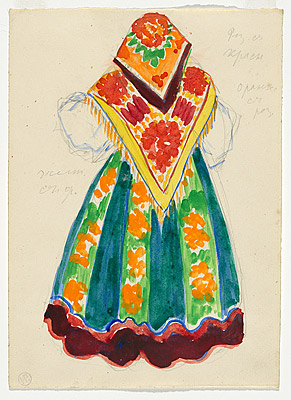
Kostümskizze Bäuerin, „Der goldene Hahn“ Ballets Russes ca. 1914
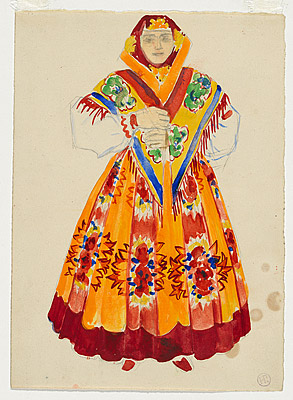
Kostümskizze Bäuerin, „Der goldene Hahn“ ca. 1914
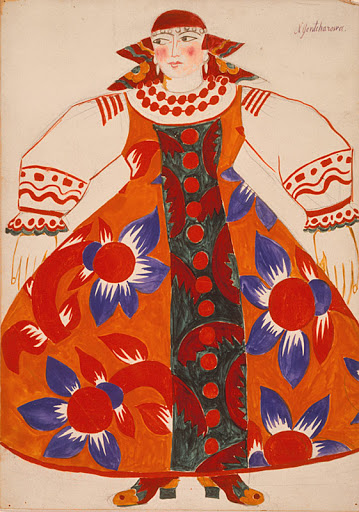
Kostümskizze Bäuerin, „Der goldene Hahn“ ca. 1914
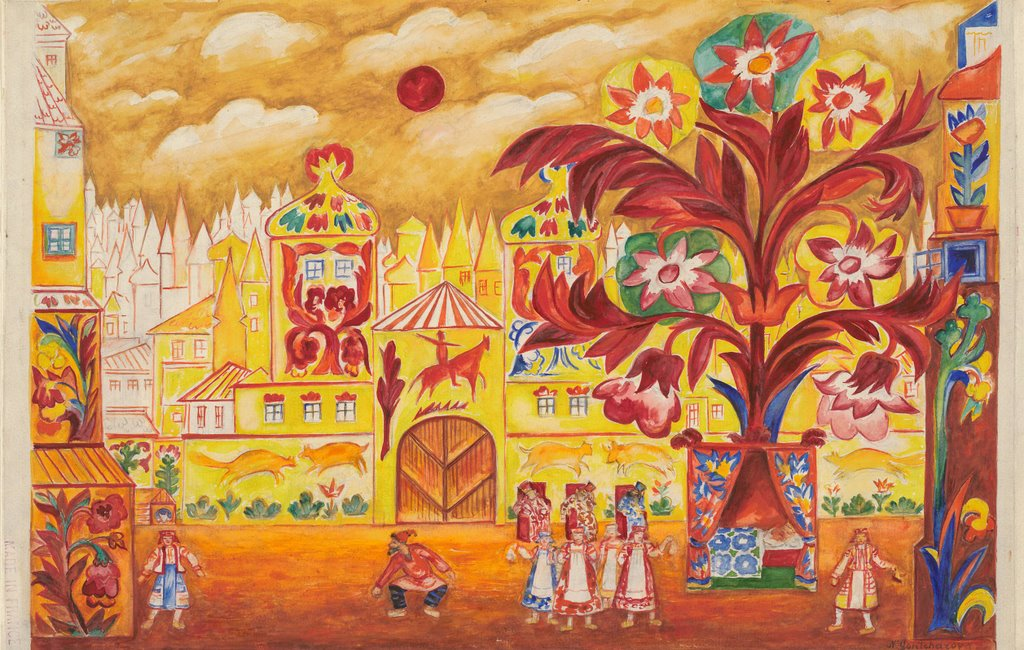
Bühnenbild für Akt I, „Der goldene Hahn“ ca. 1914

## Sonstiges
Natalja Gontscharowa war eine Großnichte von Natalja Nikolajewna Puschkina-Lanskaja, geborene Gontscharowa, der Gattin Alexander Puschkins.
2007 wurde ihr Gemälde Apfelernte für 4,948 Millionen Pfund Sterling, also für rund 10 Millionen Dollar, bei Christie’s versteigert. Im Juni 2008 wurde ein weiteres ihrer Gemälde, das Stillleben Blumen aus dem Jahre 1912, ebenfalls bei Christie’s in London zum Preis von 10,8 Millionen US-Dollar verkauft.

## Werke
Gontscharowas Arbeiten sind in einer Reihe öffentlicher Einrichtungen zu finden, darunter:
- Museum für Moderne Kunst
- Museum of New Zealand Te Papa Tongarewa
- Tate Gallery
- Israel-Museum
- McNay Art Museum
- Solomon R. Guggenheim Museum, New York City

Im Kölner Museum Ludwig befinden sich die Gemälde Stillleben mit Tigerfell (1908), Rusalka (1908), Die jüdische Familie (1912), Porträt Michail Larionow (1913) und Orangenverkäuferin (1916).
1924 war Natalja Gontscharowa mit einer Weiblichen Halbfigur (1922) in der Grafikmappe „Neue europäische Graphik. Italienische und russische Künstler“ (Bauhaus-Drucke, Weimar) vertreten. Diese Mappe wurde 1937 in der Nazi-Aktion „Entartete Kunst“ aus deutschen Museen beschlagnahmt und vernichtet.

## Ausstellungen
- 2009/2010:  Natalja Gontscharowa – Zwischen Russischer Tradition und Europäischer Moderne, Opelvillen, Rüsselsheim am Main. Die Ausstellung wurde später im Jahre 2010 in der St. Annen Kunsthalle in Lübeck und im Angermuseum in Erfurt gezeigt.
- 2015/2016: Sturm-Frauen – Künstlerinnen der Avantgarde in Berlin 1910–1932. Schirn Kunsthalle Frankfurt.[13]
- 2019: Natalia Goncharova. Tate Modern London[14]
- 2019/2020: Natalia Goncharova. Palazzo Strozzi Florenz[15]
- 2020: Natalia Goncharova. Ateneum Helsinki[16]
- 2021: Impressionismus in Russland. Aufbruch zur Avantgarde (Thematische Gruppenausstellung) Museum Frieder Burda Baden-Baden
- 2024/2025: Radikal! Künstlerinnen* und Moderne 1910–1950. Museum Arnhem, Saarlandmuseum, Österreichische Galerie Belvedere

## Galerie

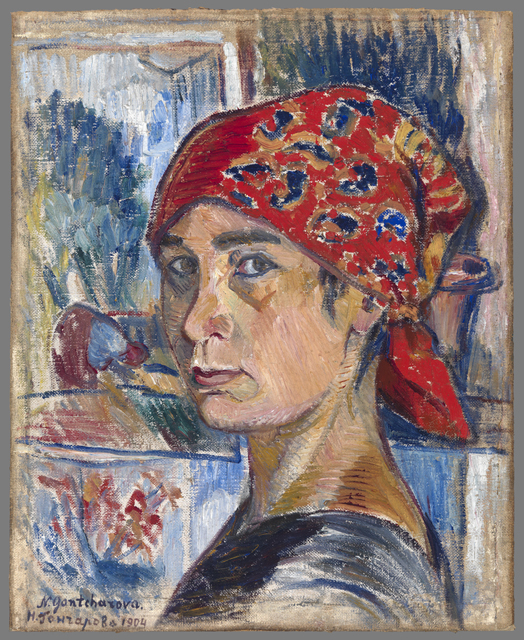
Selbstporträt, um 1907
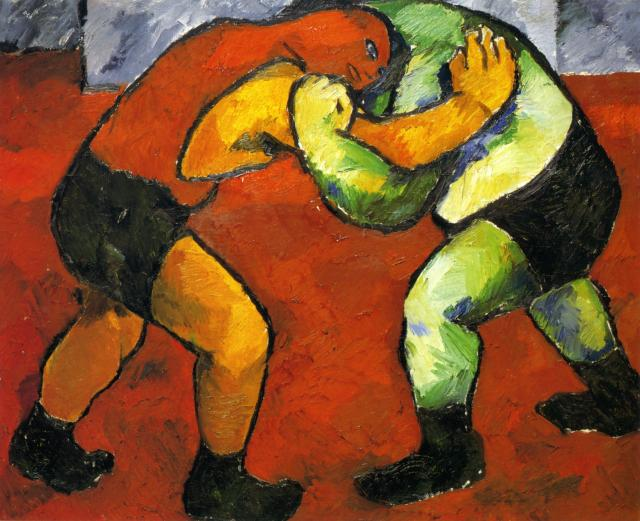
Ringer, 1908/09
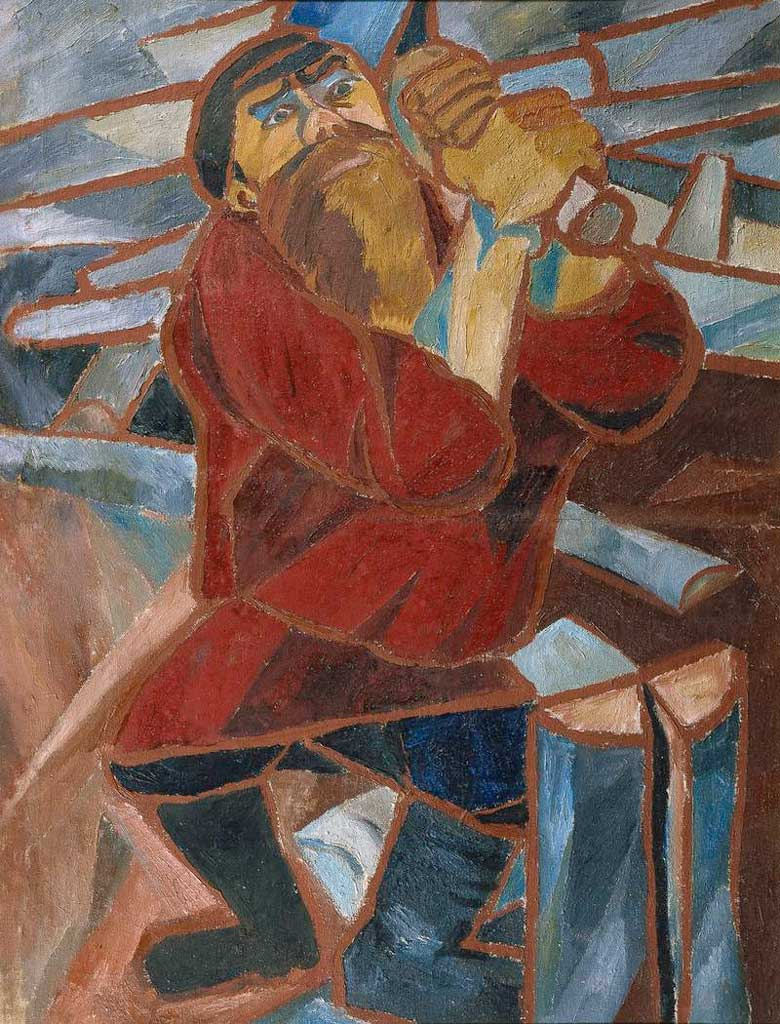
Der Holzspalter, 1910
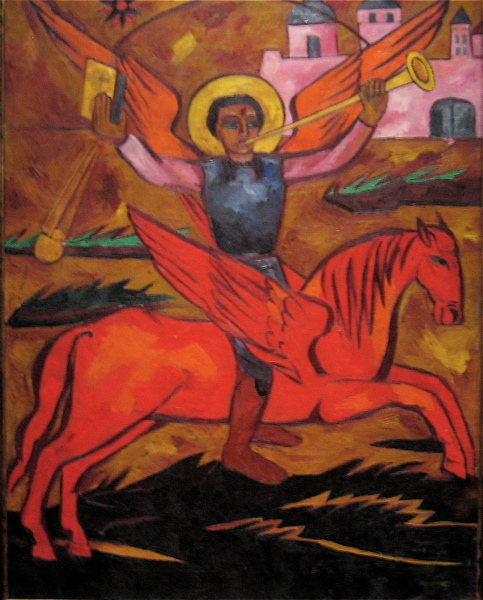
Erzengel Michael, 1910
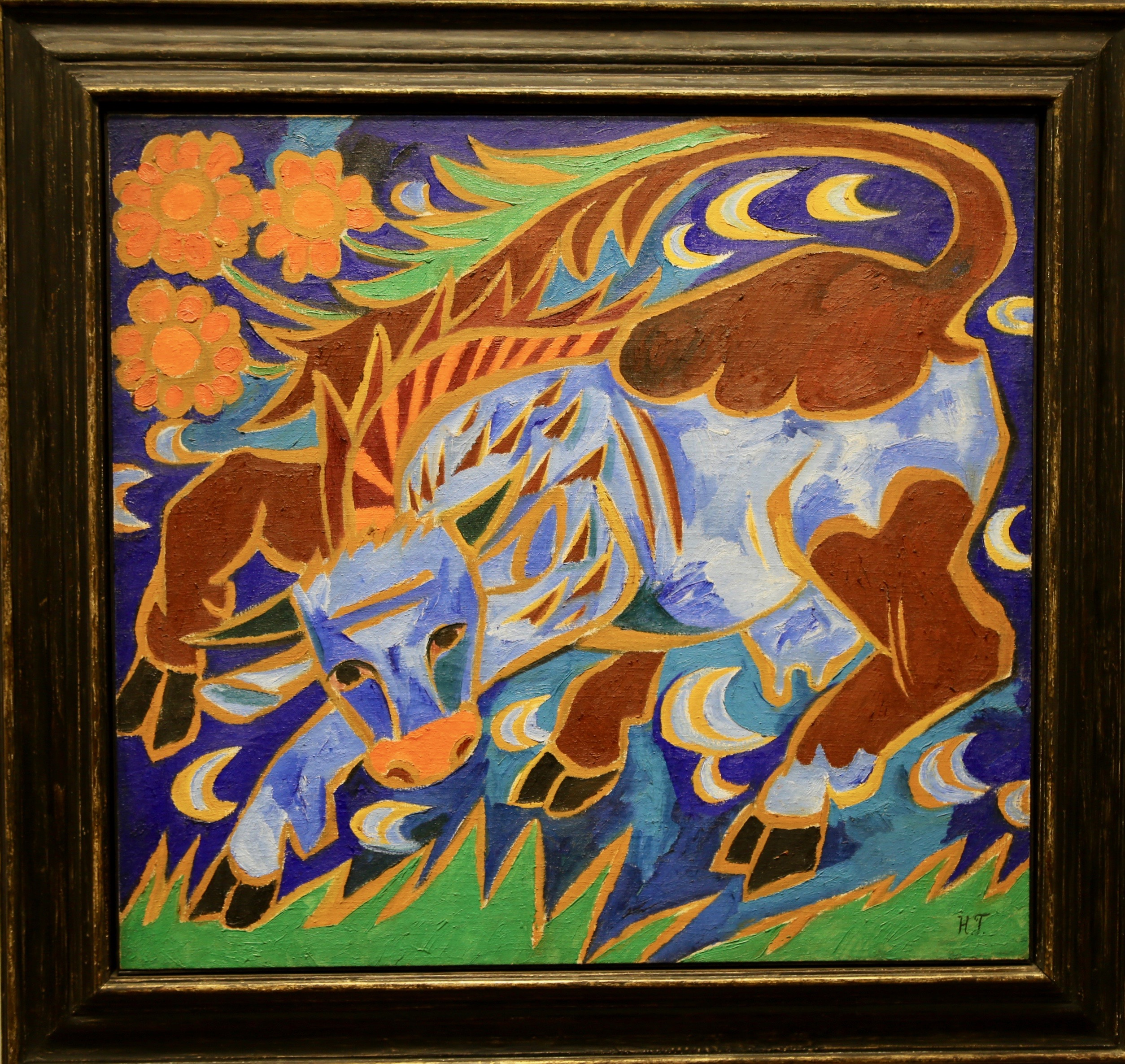
Die blaue Kuh, 1911
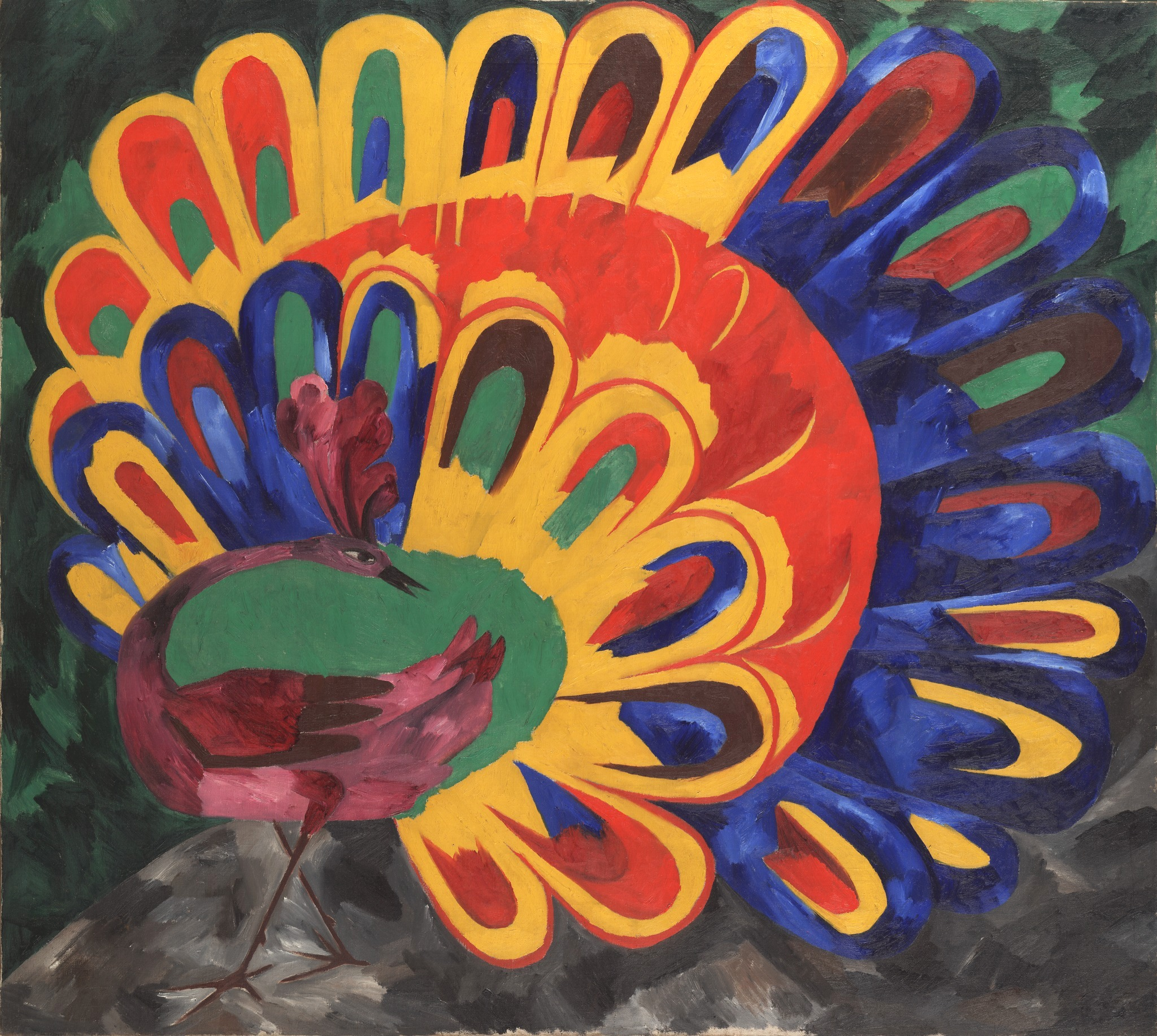
Pfau unter strahlender Sonne, 1911
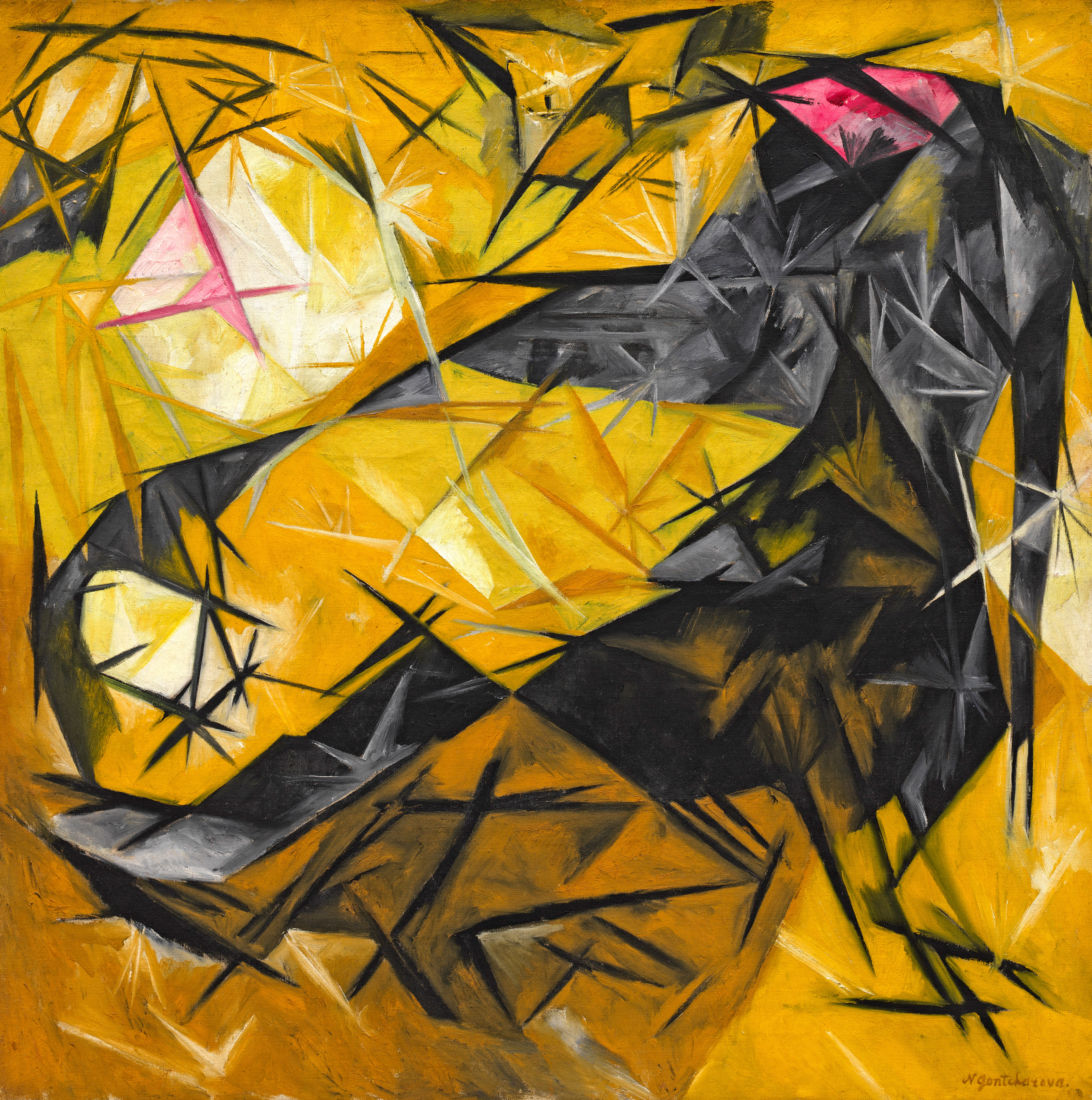
Katzen. Eine rayonistische Perzeption in Rosa, Schwarz, Gelb, 1913
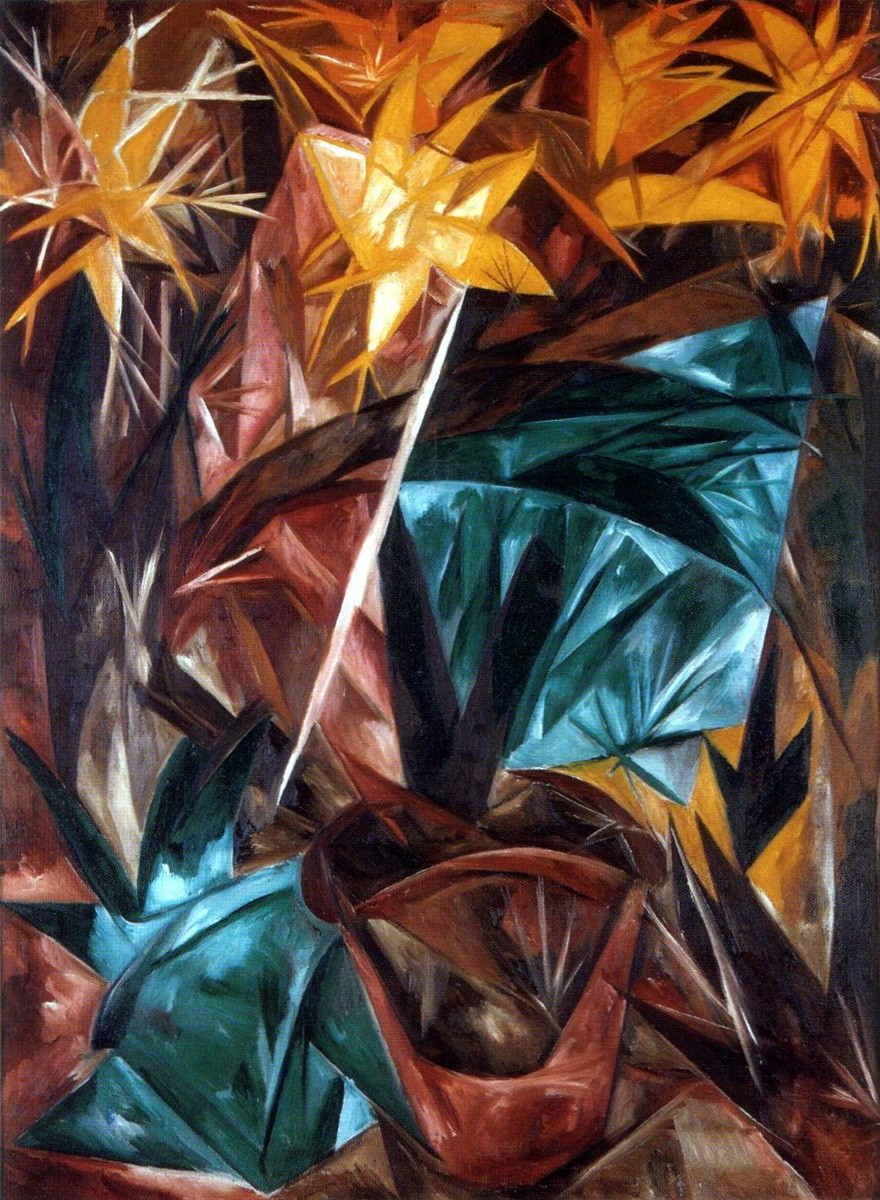
Rayonistische Lilien, 1913
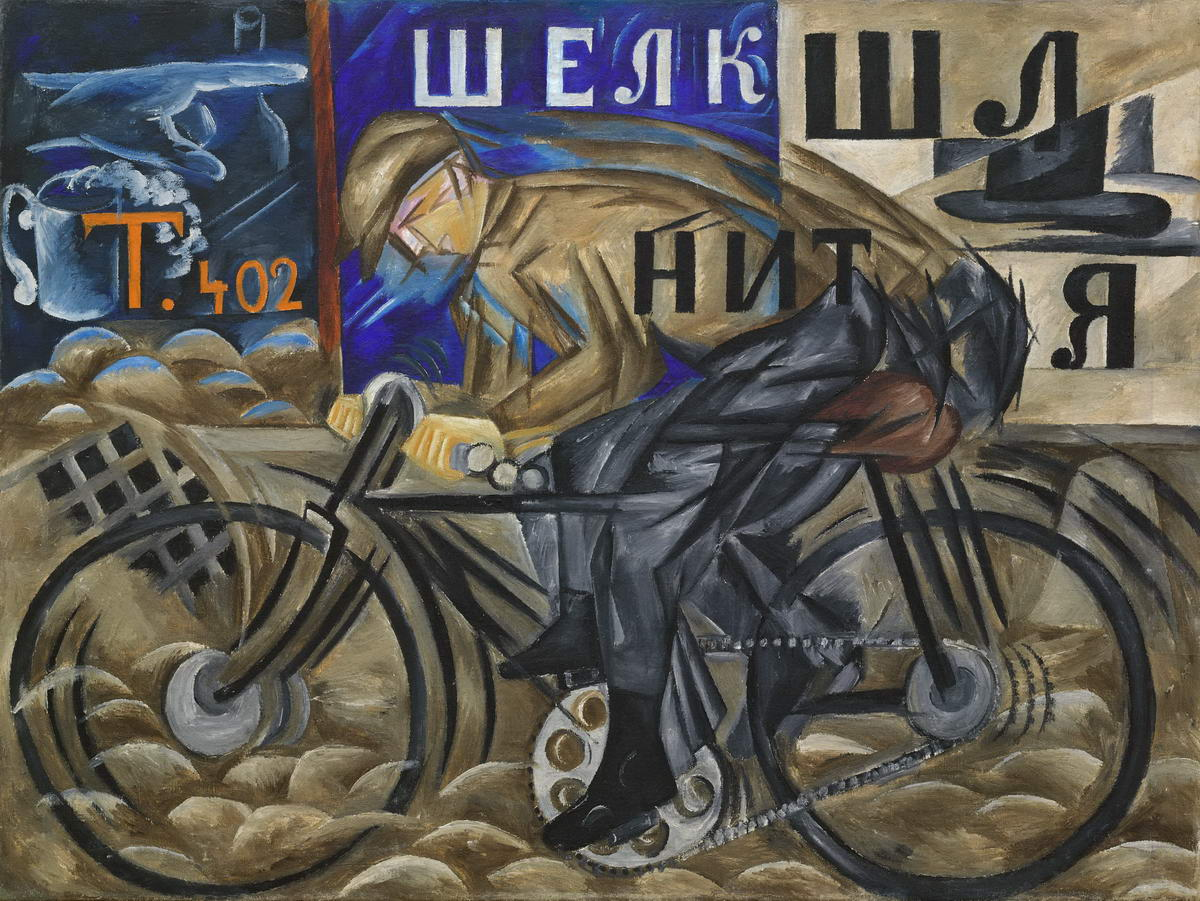
Radfahrer 1913